# Copa del Generalíssim de futbol 1966-67
La Copa del Generalíssim de futbol 1966-67 va ser la 63ena edició de la Copa d'Espanya.

## Primera Ronda
23 d'octubre i 29 de gener.
| Equip 1                | Global | Equip 2                   | Anada | Tornada |
| ---------------------- | ------ | ------------------------- | ----- | ------- |
| CA Ceuta               | 2-1    | Reial Valladolid          | 2-1   | 0-0     |
| CF Badalona            | 3-5    | CA Osasuna                | 3-3   | 0-2     |
| Burgos CF              | 2-6    | Cadis CF                  | 1-3   | 1-3     |
| Calvo Sotelo CF        | 1-2    | UE Lleida                 | 0-1   | 1-1     |
| CD Comtal              | 0-1    | Gimnástica de Torrelavega | 0-0   | 0-1     |
| CE Constància          | 2-2    | Real Oviedo               | 2-1   | 0-1     |
| CE Europa              | 2-1    | Club Ferrol               | 2-0   | 0-1     |
| Real Sporting de Gijón | 5-6    | Llevant UE                | 5-3   | 0-3     |
| Recreativo Huelva      | 5-3    | Rayo Vallecano            | 2-2   | 3-1     |
| UP Langreo             | 0-5    | CE Castelló               | 0-1   | 0-4     |
| CD Logroñés            | 0-7    | Reial Betis               | 0-4   | 0-3     |
| CD Málaga              | 1-0    | Celta de Vigo             | 1-0   | 0-0     |
| CD Mestalla            | 4-3    | SD Indauchu               | 1-2   | 3-1     |
| Reial Societat         | 2-1    | Algeciras CF              | 1-1   | 1-0     |
| Real Santander         | 3-3    | RCD Mallorca              | 1-0   | 2-3     |
| CD Tenerife            | 4-2    | Reial Múrcia              | 2-0   | 2-2     |

- Desempat

| Equip 1        | Marcador | Equip 2      |
| -------------- | -------- | ------------ |
| CE Constància  | 1-0      | Real Oviedo  |
| Real Santander | 2-3      | RCD Mallorca |

## Setzens de final
30 d'abril i 7 de maig.
| Equip 1                   | Global | Equip 2           | Anada | Tornada |
| ------------------------- | ------ | ----------------- | ----- | ------- |
| Athletic de Bilbao        | 4-0    | Recreativo Huelva | 3-0   | 1-0     |
| CA Ceuta                  | 4-7    | Córdoba CF        | 4-2   | 0-5     |
| Atlètic de Madrid         | 6-2    | RCD Mallorca      | 5-0   | 1-2     |
| FC Barcelona              | 3-1    | CD Málaga         | 1-0   | 2-1     |
| Cadis CF                  | 1-8    | València CF       | 1-2   | 0-6     |
| CE Castelló               | 0-2    | Pontevedra CF     | 0-1   | 0-1     |
| CE Constància             | 3-7    | UD Las Palmas     | 3-2   | 0-5     |
| Deportivo La Coruña       | 2-2    | UE Lleida         | 2-2   | 0-0     |
| CE Europa                 | 1-1    | Reial Saragossa   | 0-1   | 1-0     |
| Gimnástica de Torrelavega | 2-3    | Reial Madrid      | 2-2   | 0-1     |
| Hèrcules CF               | 4-1    | Llevant UE        | 3-0   | 1-1     |
| CD Mestalla               | 3-3    | Granada CF        | 3-1   | 0-2     |
| CA Osasuna                | 2-3    | Elx CF            | 2-0   | 0-3     |
| Reial Societat            | 1-5    | CE Sabadell       | 0-2   | 1-3     |
| CD Tenerife               | 4-8    | Sevilla CF        | 2-2   | 2-6     |
| Reial Betis               | 6-3    | RCD Espanyol      | 3-0   | 3-3     |

- Desempat

| Equip 1             | Marcador | Equip 2         |
| ------------------- | -------- | --------------- |
| Deportivo La Coruña | 4-1      | UE Lleida       |
| CE Europa           | 2-0      | Reial Saragossa |
| CD Mestalla         | 2-3      | Granada CF      |

## Vuitens de final
14 i 21 de maig.
| Equip 1             | Global | Equip 2       | Anada | Tornada |
| ------------------- | ------ | ------------- | ----- | ------- |
| Athletic de Bilbao  | 3-1    | UD Las Palmas | 3-0   | 0-1     |
| Atlètic de Madrid   | 4-0    | FC Barcelona  | 2-0   | 2-0     |
| Reial Betis         | 2-4    | València CF   | 2-1   | 0-3     |
| Deportivo La Coruña | 4-5    | Reial Madrid  | 3-2   | 1-3     |
| Elx CF              | 3-0    | Sevilla FC    | 2-0   | 1-0     |
| CE Europa           | 1-5    | Córdoba CF    | 1-1   | 0-4     |
| Pontevedra CF       | 3-2    | Hèrcules CF   | 3-1   | 0-1     |
| CE Sabadell         | 2-2    | Granada CF    | 1-1   | 1-1     |

- Desempat

| Equip 1     | Marcador | Equip 2    |
| ----------- | -------- | ---------- |
| CE Sabadell | 0-1      | Granada CF |

## Quarts de final
4 i 11 de juny.
| Equip 1           | Global | Equip 2            | Anada | Tornada |
| ----------------- | ------ | ------------------ | ----- | ------- |
| Atlètic de Madrid | 1-3    | Athletic de Bilbao | 0-2   | 1-1     |
| Granada CF        | 1-6    | Elx CF             | 1-1   | 0-5     |
| Pontevedra CF     | 2-2    | Córdoba CF         | 1-1   | 1-1     |
| València CF       | 3-1    | Reial Madrid       | 2-1   | 1-0     |

- Desempat

| Equip 1       | Marcador | Equip 2    |
| ------------- | -------- | ---------- |
| Pontevedra CF | 0-1      | Córdoba CF |

## Semifinals
18 i 24 de juny.
| Equip 1    | Global | Equip 2            | Anada | Tornada |
| ---------- | ------ | ------------------ | ----- | ------- |
| Córdoba CF | 0-3    | Athletic de Bilbao | 0-1   | 0-2     |
| Elx CF     | 2-3    | València CF        | 2-1   | 0-2     |

## Final
| València CF            | 2 - 1 | Athletic Club |
| ---------------------- | ----- | ------------- |
| Jara 45' · Paquito 55' |       | Argoitia 63'  |

## Campió
| Campions de la Copa d'Espanya 1967   |
| ------------------------------------ |
| · València Club de Futbol · 4t títol |